# Jeremy Spencer
Jeremy Cedric Spencer (West Hartlepool, 4 juli 1948) is een Brits musicus. Hij verwierf bekendheid als gitarist van de rockgroep Fleetwood Mac, die in 1998 werd opgenomen in de Rock and Roll Hall of Fame.

## Biografie

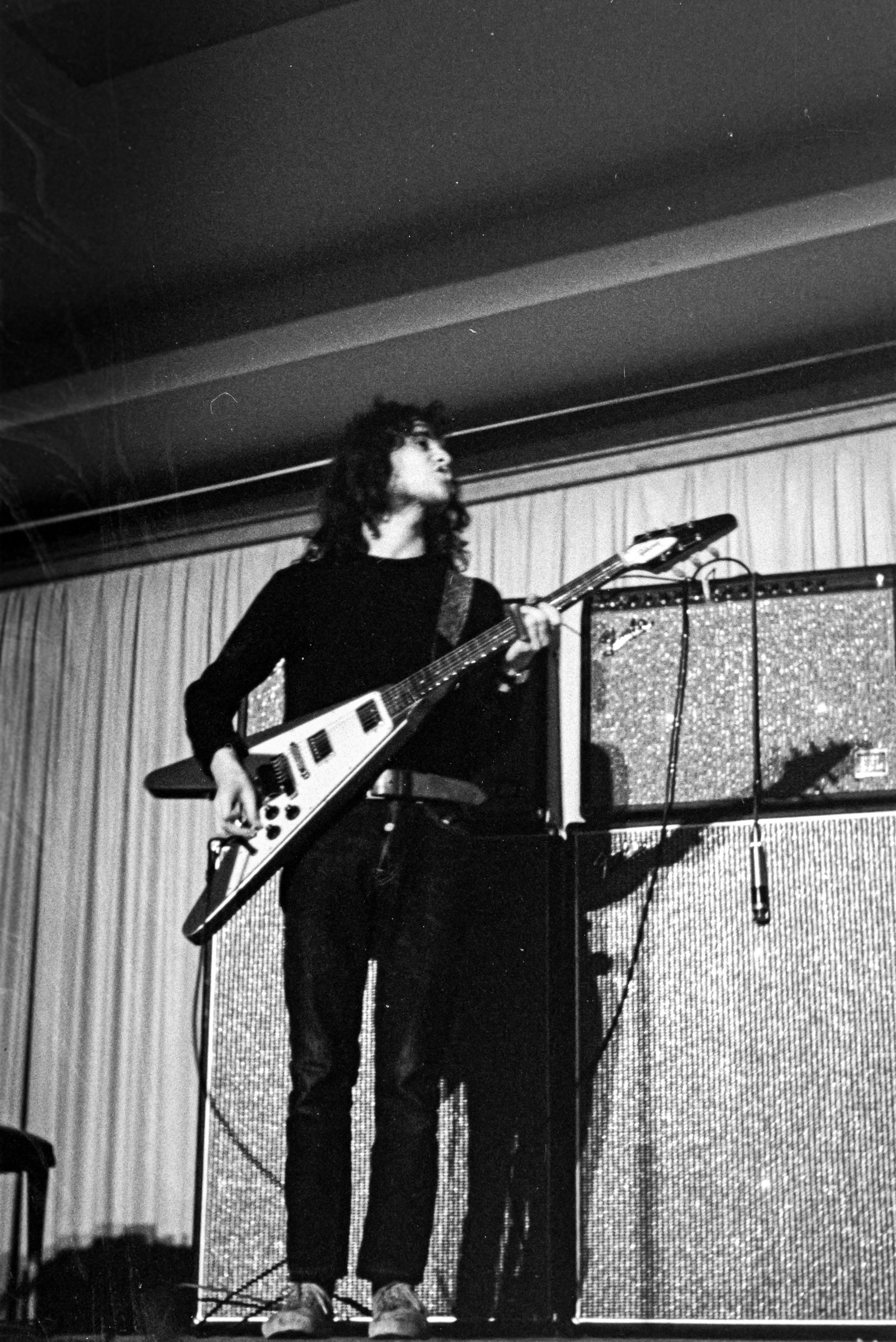
Spencer tijdens een optreden van Fleetwood Mac op 18 maart 1970 in de Niedersachsenhalle te Hannover.

Spencer volgde op negenjarige leeftijd zijn eerste pianolessen, maar zes jaar later ruilde hij dit instrument in voor de gitaar. In 1965 vormde hij in Lichfield met gitarist Dennis Tuckerman, bassist John Charles en drummer Ian Charles een rockband: The Levi Set Blues Group. In sommige bronnen worden The Levi Set of The Levi Set Blues Band als bandnaam genoemd. Op Charles' basdrum stonden de woorden "Levi Set" en een spijkerbroek afgebeeld. De band trad twee jaar lang op en deed auditie bij Mike Vernon, die destijds voor Decca Records werkte. Hij was niet onder de indruk van de band, maar het spel van Spencer sprak hem aan. De band werd opgeheven en Spencer sloot zich in 1967 aan bij de nieuwe bluesrockgroep Fleetwood Mac uit Birmingham.
Fleetwood Mac bestond oorspronkelijk uit Spencer, zanger en gitarist Peter Green, bassist Bob Brunning en drummer Mick Fleetwood. Spencer nam met de band vijf studioalbums en één livealbum op. In januari 1970 bracht Reprise Records het eerste soloalbum van Spencer uit. Hierop speelden alle toenmalige leden van Fleetwood Mac. Tijdens een Amerikaanse tournee met de band verdween Spencer plotseling, kort voor een optreden in Los Angeles. Tegen de andere bandleden had hij gezegd een boekhandel op te zullen zoeken. Na een zoektocht van vijf dagen werd Spencer gevonden. Hij bleek zich te hebben aangesloten bij de Children of God, een sektarische organisatie.
Spencer reisde met zijn vrouw Fiona en hun twee kinderen de wereld rond. Hij heeft onder meer in Sri Lanka, India, Brazilië en Italië gewoond. Met twee leden van de Children of God nam hij het album Jeremy Spencer and the Children op, dat in 1972 door Columbia Records werd uitgegeven. In 1975 richtte Spencer in Londen de band Albatross op. Na zijn derde soloalbum, Flee (1979), verdween Spencer voor lange tijd uit de publiciteit. Hij bleef nog wel optreden en in 1995, 1998 en 2000 toerde hij door India. Pas in 2006 werd weer een nieuw album van Spencer uitgebracht, getiteld Precious Little.

## Discografie
- Fleetwood Mac (1968), met Fleetwood Mac
- Mr. Wonderful (1968), met Fleetwood Mac
- English Rose (1969, alleen uitgebracht in de Verenigde Staten), met Fleetwood Mac
- The Pious Bird of Good Omen (1969, alleen uitgebracht in het Verenigd Koninkrijk), met Fleetwood Mac
- Then Play On (1969), met Fleetwood Mac
- Fleetwood Mac in Chicago/Blues Jam in Chicago (1969), met Fleetwood Mac
- Kiln House (1970), met Fleetwood Mac
- Jeremy Spencer (1970), solo
- Jeremy Spencer and the Children (1972), solo
- Flee (1979), solo
- In Concert - India 1998 (1999), solo
- Precious Little (2006), solo
- Bend in the Road (2012), solo